# Новонежинское сельское поселение
Новонежинское се́льское поселе́ние — сельское поселение в Шкотовском районе Приморского края.
Административный центр — посёлок Новонежино.

## История
Статус и границы сельского поселения установлены Законом Приморского края от 24 ноября 2004 года № 192-КЗ «О Шкотовском муниципальном районе».

## Население
| 2008  | 2010  | 2011  | 2012  | 2013  | 2014  | 2015  |
| ----- | ----- | ----- | ----- | ----- | ----- | ----- |
| 3511  | ↘3150 | ↘3146 | ↘3139 | ↗3159 | ↗3238 | ↗3267 |
| 2016  | 2017  | 2018  | 2019  | 2020  | 2021  |       |
| ↗3301 | ↘3289 | ↘3246 | ↘3219 | ↘3206 | ↘2735 |       |

## Состав сельского поселения
В состав сельского поселения входят 5 населённых пунктов:
| № | Населённый пункт | Тип населённого пункта          | Население |
| - | ---------------- | ------------------------------- | --------- |
| 1 | 53-й км          | железнодорожный разъезд         | ↗30       |
| 2 | Анисимовка       | село                            | ↘715      |
| 3 | Лукьяновка       | деревня                         | ↘79       |
| 4 | Новонежино       | посёлок, административный центр | ↘1955     |
| 5 | Рождественка     | деревня                         | ↗142      |

## Местное самоуправление
Администрация
Адрес: 692840, с.Новонежино, ул. Почтовая, 1–А. Телефон: 8 (235) 33-3-88
Глава администрации
- Зызин Илья Владимирович